# Палечка
„Палечка“ (на датски: Tommelise) е приказка, създадена от датския поет, пътешественик и разказвач на приказки Ханс Кристиян Андерсен.
Подобно на повечето негови приказки тя не е заимствана от по-ранно устно народно творчество, а е измислена от самия писател. За пръв път е публикувана в Дания през 1835 г. във втория том на „Приказки, разказани за деца“. Интерпретирана е във филми и куклени спектакли.

## Историята
Една жена, която много искала да има дете, си отгледала прекрасно цвете. Веднъж го целунала, цветето се разтворило и в него се появило очарователно момиченце, голямо колкото човешки палец.
Момиченцето било толкова красиво, че било последователно откраднато от една жаба, която го харесала за жена на своя син, от майски бръмбар, който го изоставил в гората, а накрая попаднало при една полска мишка, която решила да го омъжи за къртицата и да го обрече да живее в тъмнина под земята. С помощта на една лястовичка, за която Палечка се грижила, момиченцето успява да се отскубне и попада в топлите страни, където заживява в едно цвете. Там става съпруга на краля на цветята и е наречено Мая.